# Dymasius cos
Dymasius cos är en skalbaggsart som beskrevs av Holzschuh 1998. Dymasius cos ingår i släktet Dymasius och familjen långhorningar. Inga underarter finns listade i Catalogue of Life.